# Brinckiella mauerbergerorum
Brinckiella mauerbergerorum is een rechtvleugelig insect uit de familie sabelsprinkhanen (Tettigoniidae). De wetenschappelijke naam van deze soort is voor het eerst geldig gepubliceerd in 2009 door Naskrecki & Bazelet.
1. ↑  (en) Brinckiella mauerbergerorum op de IUCN Red List of Threatened Species.